# フルキャストパートナーズ
株式会社フルキャストパートナーズ（英文表記：FULLCAST PARTNERS CO,.LTD.）は、かつて東京都渋谷区に本社を置いていた、フルキャスト（現・フルキャストホールディングス）の完全子会社で、銀行設立準備会社であった企業。

## 概要
2005年7月25日、同日開催された当時のフルキャスト取締役会にて、本業である人材派遣事業によって得られるノウハウの提供や登録キャストおよびキャストの派遣先となるクライアント双方のニーズに応じた顧客本位の銀行を設立すべく、銀行設立準備会社の設立を発表した。
この時点では、2006年開業をめどとしていたが、2005年8月15日付で準備会社である当社の設立があった以外には、免許取得見込み時期が未定であるなど、具体的な開業までの日程については明確に決定はされていなかった。
その後の進展のないまま、2006年1月23日になって、中小企業・ベンチャー企業向け融資の収益基盤に不確実性が生じたこと、フルキャストファイナンスの事業により、若年層向けのサポートに関しては一定の目的はクリアしていたことを理由として、計画の中止を突如発表した。
なお、設立から吸収合併にいたるまで、当時のフルキャストの完全子会社のままであったが、開業までに、銀行法上の主要株主を集めず、フルキャストグループとのパートナー企業によるコンソシアム形式によって他の株主を集めることを目的に、当時のフルキャストによる完全支配を一時的なものとすることから、一貫して「非連結子会社」の扱いとなっていた。
その後、準備会社であった当社はフルキャストファイナンスに吸収合併され、解散することとなったが、皮肉にもフルキャストファイナンスはグループの合理化に伴ってフルキャストグループから外れ、併せて社名から「フルキャスト」が外れることになり、フォーメイトという社名となったが、同社は2010年に破産に至り、経営破綻している。

## 沿革
- 2005年7月25日 - フルキャスト（当時）が、銀行設立構想を発表
- 2005年8月15日 - 銀行設立準備会社として、株式会社フルキャストパートナーズを設立
- 2006年1月23日 - フルキャスト（当時）が銀行設立構想の中止を発表
- 2006年6月1日 - 株式会社フルキャストパートナーズが株式会社フルキャストファイナンスに吸収合併され、解散